# Here I Stand (песня Василя Гарванлиева)
Here I Stand («Вот я стою») — песня македонского певца Василя Гарванлиева, с которым представлял Северную Македонию на конкурсе «Евровидение-2021» в Роттердаме, Нидерланды.
Here I Stand был аранжирован и спродюсирован Гарванлиевым вместе с македонскими музыкантами Борче Кузамовски и Давором Йордановски.

## Скандал
В марте 2021 года после выхода клипа песни возникла полемика. Причиной послужило произведение искусства в месте, где снималось музыкальное видео, напоминающее цвета болгарского флага. Кроме того, Гарванлиев подтвердил, что имеет болгарское гражданство из-за происхождения своей бабушки. В результате общественного давления видео в конечном итоге было отредактировано Гарванлиевым. Хотя в прошлом Северная Македония была представлена на Евровидении людьми с разным этническим происхождением, в данном случае Македонским радио-телевидением сформирована специальная комиссия. Он должен был решить, должен ли Гарванлиев отказаться от участия на Евровидении из-за заявлений о том, что он распространял болгарскую пропаганду. Все дело приняло крайние националистические оттенки. Согласно «Balkan Insight», это первый раз, когда Евровидение стало свидетелем такого "этнически жаркого спора". Предыстория конфликта связана со сложными болгаро–северомакедонскими отношениями .
Гарванлиев дал интервью македонской газете «Слободен Печать», в котором заявил, что произведение искусства в видео "не имеет преднамеренной связи с болгарским флагом", добавив, что триптих в видео является "творением автора Жанеты Вангели и вдохновлен Иисусом Христом". Македонская телекомпания в более позднем монтаже официального музыкального клипа удалила сцены, где появляется спорное произведение искусства.

## Евровидение
20 января 2021 года Македонское радио-телевидение (MRT) объявило македонского певца Васила Гарванлиева представителем страны на конкурсе «Евровидение-2021». 17 ноября 2020 года было объявлено, что Северная Македония выступит в первой половине первого полуфинала конкурса. Песня не попала в финал, который состоялся 22 мая 2021 года.

## История релиза
| Страна  | Дата          | Формат                     | Лейбл     | Прим.  |
| ------- | ------------- | -------------------------- | --------- | ------ |
| Various | 12 March 2021 | Digital download streaming | Megaforce | [ 11 ] |